# Меланжист (футбольный клуб)
«Меланжист» — советский футбольный клуб из Егорьевска. Основан не позднее 1936 года.

## Названия
- 1936—1951 — «Красное знамя»;
- 1968—1969 — «Меланжист».

## Участие в турнирах
Команда «Красное знамя» принимала участие в розыгрышах Кубка СССР 1936 и 1937 годов, Кубке РСФСР среди команд КФК (1939), чемпионате РСФСР среди команд КФК (1948—1951).
Команда «Меланжист» участвовала в классе «Б» первенства СССР в сезонах 1968 и 1969 годов, в 1968 году сыграла также один матч в весенней стадии кубка СССР, результаты которой были впоследствии аннулированы.

## Достижения
- В кубке СССР — выход в 1/16 финала (1936)
- Во первенстве СССР — 8-е место в зональном турнире РСФСР класса «Б» (1969)